# The Dam Busters March
The Dam Busters March est la musique du film de guerre britannique de 1955, Les Briseurs de barrages. La composition musicale, signée Eric Coates, est devenue un symbole à la fois du film et de la véritable opération Chastise. The Dam Busters March reste un accompagnement très populaire des défilés aériens au Royaume-Uni.
Le Central Band of the Royal Air Force (en) sort un single de cette marche (HMV B10877) qui atteint la 18e place dans le U.K. record charts le 21 octobre 1955.
Les supporters du Lincoln City sont connus pour chanter cette chanson les bras tendus en imitant les avions après que leur équipe a marqué. Elle est également régulièrement jouée par le club de football écossais Rangers F.C. après les matchs.

## Paroles
Lors de la publication la partition de la marche en 1955, Carlene Mair ajoute les paroles suivantes :
« Proudly, with high endeavour,
We, who are young forever,
Won the freedom of the skies.
We shall never die!
We who have made our story
Part of our Empire's [later: 'country's'] glory
Know our hearts will still live on
While Britons fly! »